# Magdeburgs domkyrka
Magdeburgs domkyrka (tyska: Magdeburger Dom, officiellt namn: Dom Sankt Mauritius und Katharina efter helgonen Mauritius och Katarina) var den första gotiska katedralen som uppfördes i Tyskland och med sin höjd på 104 meter är kyrkan den högsta katedralen i östra Tyskland. Domkyrkan ligger i Magdeburg, huvudort i förbundslandet Sachsen-Anhalt, och rymmer Otto den stores grav.
Den första kyrka som uppfördes på platsen var den klosterkyrka som 937 dedicerades till helgonet Mauritius. Klosterkyrkan byggdes så småningom om till en romansk basilika som förstördes i en stadsbrand 1207. År 1209 påbörjades uppförandet av den gotiska katedralen, ett arbete som skulle ta drygt 300 år -  spirorna stod färdiga först 1520. Trots att kyrkan plundrats vid flera tillfällen rymmer fortfarande katedralen i Magdeburg en rik konstskatt med konstverk från antiken till modern tid.

## Historia

### Den äldre byggnaden

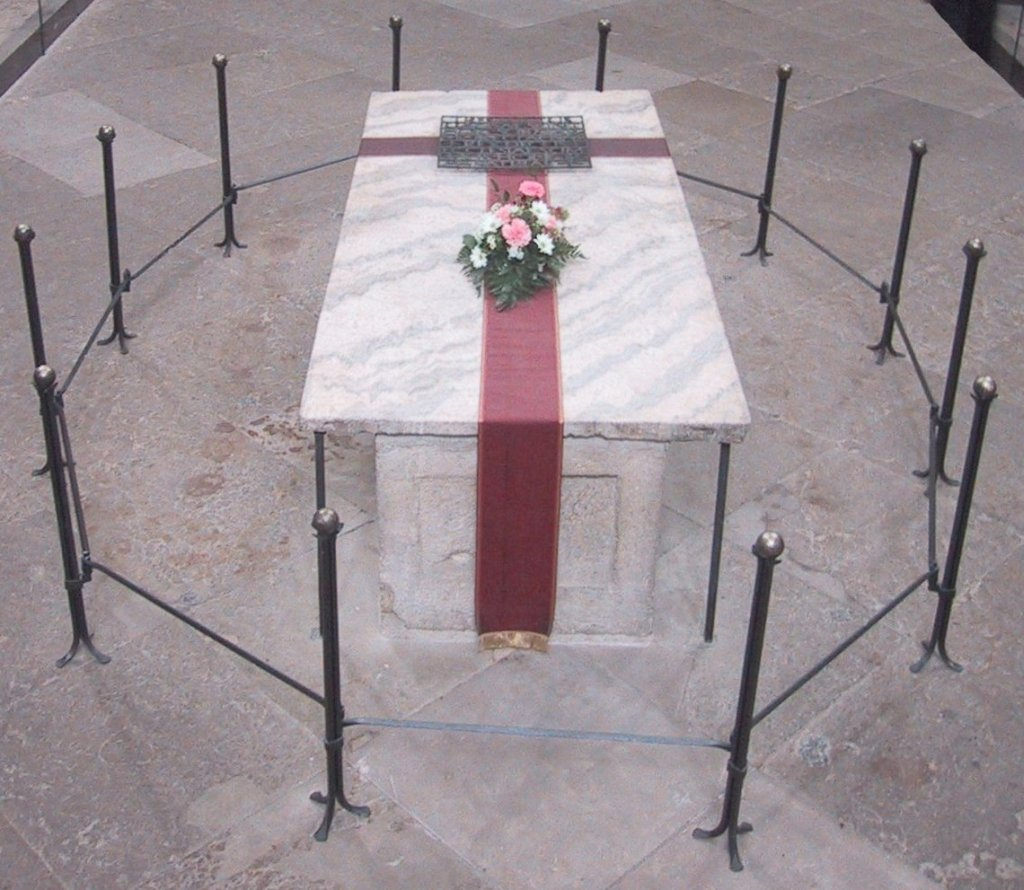
Otto den stores grav.

Den första kyrkan grundades på katedralens nuvarande plats 21 september 937, det var benedektinernas klosterkyrka St. Moritz som tillägnades helgonet Mauritius och finansierades av Otto den store. Otto ville visa sin politiska makt efter segern i slaget vid Lechfeld år 955 och beordrade uppförandet av kyrkan redan innan han kröntes till kejsare den 2 februari 962. För att ge ytterligare legitimitet åt sina anspråk som den rättmätige efterträdaren till den västromerska tronen, lät han samla in ett stort antal antika artefakter, till exempel de pelare som skulle användas i kyrkan. Många av dessa antika föremål återanvändes sedan i den kyrka som påbörjades 1209. Ottos ursprungliga kyrka hade med största sannolikhet ett mittskepp med fyra sidoskepp, en bredd på 41 meter och en längd på 80 meter. Kyrkans höjd har uppskattats till 60 meter.
Ottos hustru, drottning Edith, begravdes i kyrkan vid sin död 946. Kyrkan byggdes därefter ut 955 och blev i och med det en katedral. År 968 gjorde Otto Magdeburg till ett ärkebiskopsdöme med Adalbert von Trier som Magdeburgs ärkebiskop trots att staden inte alls låg centralt i hans rike utan i dess östra utkanter. Detta berodde på hans avsikter att expandera riket och sprida kristendomen österut in i det som idag är Slovakien. Hans planer gick emellertid i stöpet och han avled sedermera i Memleben 973 och begravdes i katedralen intill sin hustru.
Katedralen St. Moritz, och hela det tillhörande klostret förutom dess södra flygel, förstördes i en stadsbrand långfredagen 1207. Ärkebiskop Albrekt I av Käfernburg beslutade mot Magdeburgs invånares vilja att riva de återstående murarna för att kunna uppföra en helt ny katedral. Idag återstår bara den södra muren av klostret, och den äldre kyrkans exakta läge förblev okänt till dess grund återupptäcktes i maj 2003. Utgrävningarna visade då att kyrkan var 41 meter bred och 80 meter lång. Dess krypta har också grävts ut och kan idag besökas av allmänheten.
Neuer Markt, "Nya marknadsplatsen", platsen framför katedralen, upptogs av ett kejserligt palats, Kaiserpfalz, som även det förstördes i branden 1207. Stenar från palatset återanvändes vid byggandet av den nya katedralen. Det som förmodas vara rester efter palatset utgrävdes under 1960-talet.

### Uppförandet av dagens byggnad

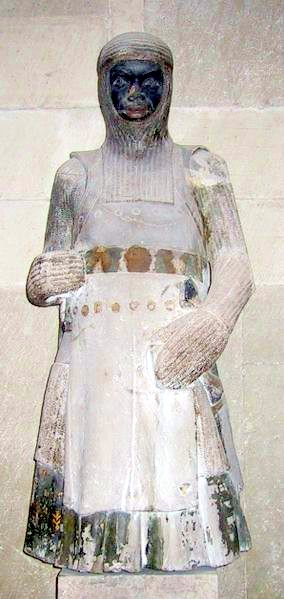
Den helige Mauritius i Magdeburg.

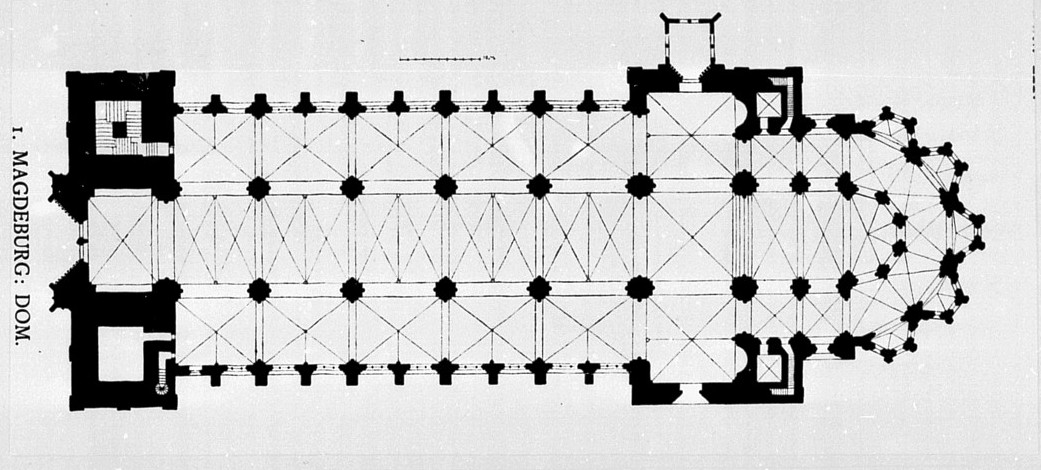
Plan över katedralen i Magdeburg.

Ärkebiskop Albrekt I av Käfernburg beslutade att uppföra en helt ny katedral. Albrekt var högt bildad för sin samtid och hade studerat i Frankrike och Italien. Han var bekant med den nya gotiska arkitekturen som utvecklats i Frankrike men som fortfarande var fullständigt okänd i Tyskland. Han beslutade att den nya katedralen skulle uppföras i den franska stilen, men de tyska hantverkarna, som inte alls behärskade den nya stilens djärva teknik, lärde sig endast långsamt att behärska den. Koret började uppföras 1207, redan två år efter den förödande branden, och uppfördes med romansk valvteknik, med tunga, romanska kryssvalv men med en gotisk slutsten som var helt onödig med den romanska valvtekniken.
Det gotiska inflytandet ökade, framför allt under åren 1235 till 1260 under ärkebiskop Wilbrand. Eftersom bygget leddes av många olika personer under den 300-åriga byggnadstiden ändrades de ursprungliga planerna vid flera tillfällen, och katedralen storlek kom att utökas betydligt, något som invånarna i Magdeburg inte alltid var glada över eftersom det var de som betalade för kyrkans uppförande. I några fall revs redan uppförda murar eftersom någon hade ändrat i planen. Någon gång under byggprocessen flyttades kvarlevorna av drottning Edith, Otto den stores fru, till den nya domkyrkan.
Uppförandet avbröts 1274. År 1325 blev ärkebiskop Buchard III von Schraplau mördad av Magdeburgs invånare på grund av sina höga skatter. Enligt en folksägen var det framför allt skatten på öl som väckte folkets vrede. Dådet gjorde att Magdeburg bannlystes, och först sedan staden donerat fem altaren i bot kunde katedralens uppförande återupptas under ärkebiskop Otto von Hessen. Under hans ledning slutfördes interiören och han kunde formellt inviga katedralen 1363 med en veckolång festival. Katedralen dedicerades då inte bara till Mauritius utan även till den heliga Katarina.
År 1360 avbröts bygget igen efter att de ännu ej färdigställda delarna provisoriskt hade täckts över. Först 1477 återupptogs byggandet under ärkebiskop Ernst von Sachsen. De två tornen uppfördes under denna tid av byggmästaren Bastian Binder, den enda byggmästare vid katedralen vars namn är känt. Kyrkan stod slutligen färdig 1520 då det stora, dekorativa korset sattes på plats på det norra tornet.

### Luther, Gustav II Adolf och Napoleon

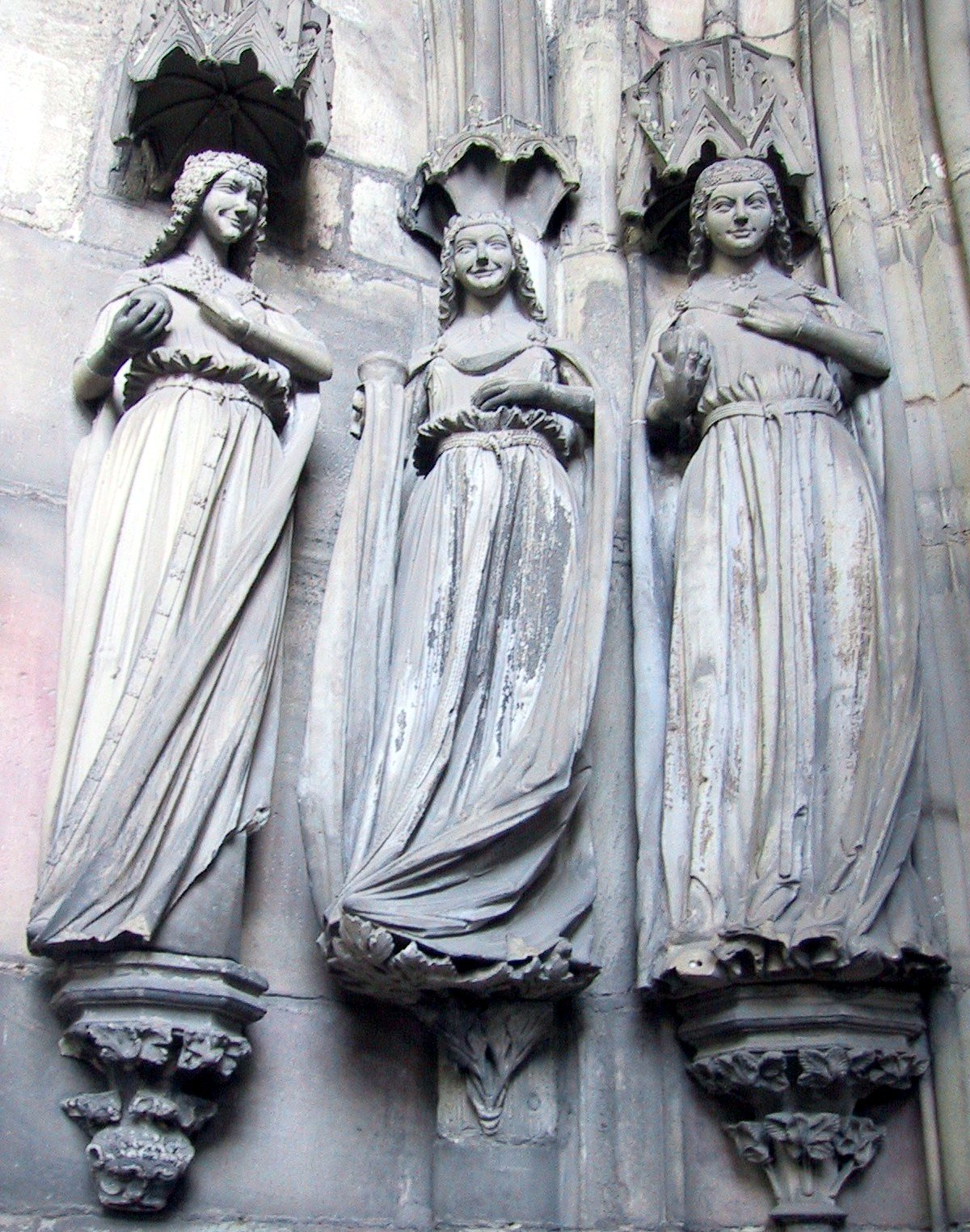
Tre av de fem förståndiga jungfrurna visar sin glädje.

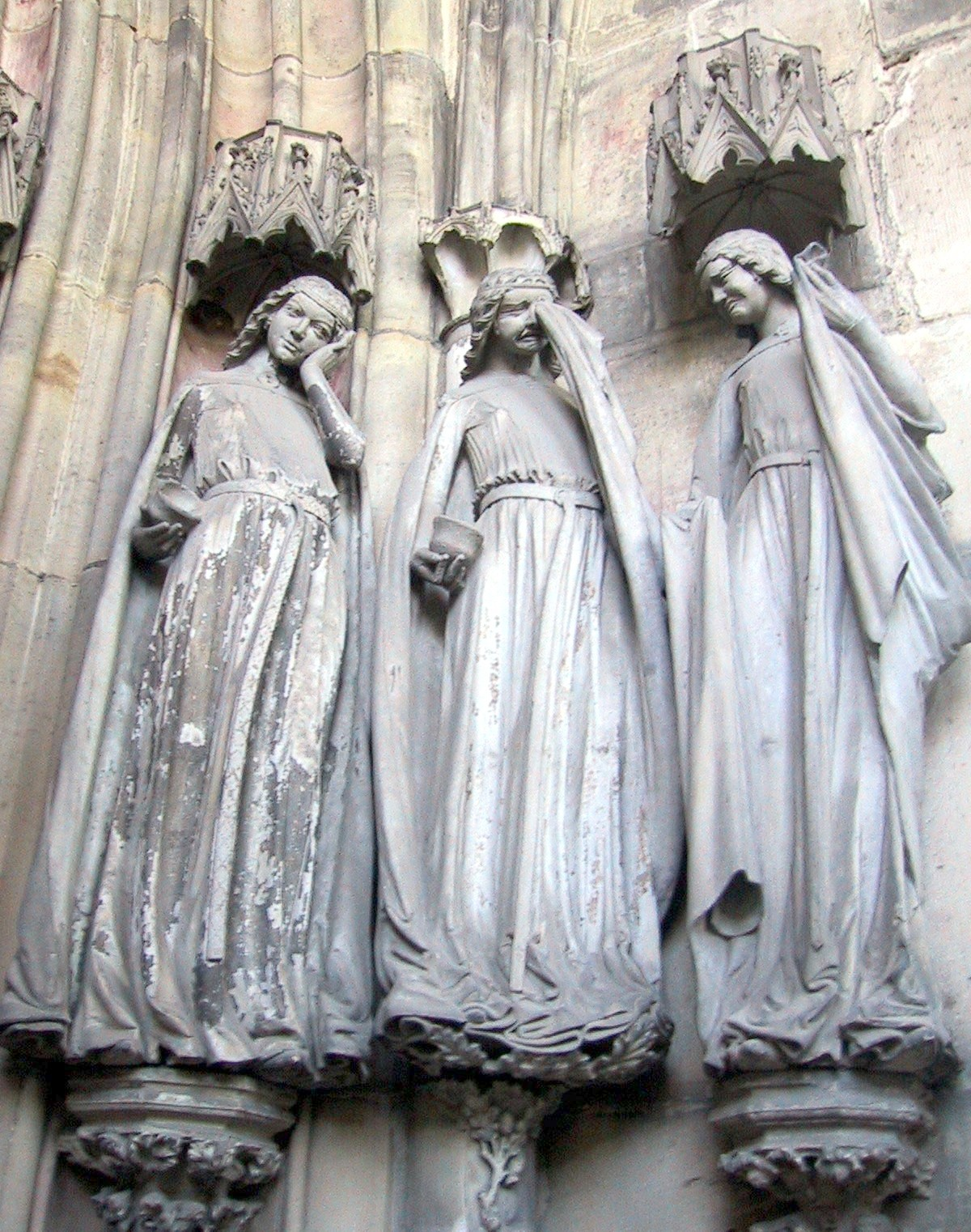
Tre av de fem dåraktiga jungfrurna visar sin sorg.

Den 31 oktober 1517 spikade Martin Luther upp sina 95 teser på slottskyrkan i Wittenberg vilket inledde den protestantiska reformationen. Luther predikade i Magdeburg 1524, och några mindre kyrkor konverterade till protestantismen kort därefter. Det stora missnöjet med ärkebiskopen Albrekt av Brandenburg bidrog till reformationens snabba spridning, och efter hans död i Mainz 1545 tillsattes ingen efterträdare. Magdeburg intog då en ledande ställning i reformationen och staden bannlystes av kejsaren. Romersk-katolska kyrkan förvarade skatter i katedralen av säkerhetsskäl, men de föll ändå i händerna på Gustav II Adolf under det trettioåriga kriget. Prästerna som var knutna till katedralen konverterade också till protestantismen, och den första protestantiska mässan i katedralen hölls första advent 1567.
Magdeburg skövlades emellertid under trettioåriga kriget (1618-1648) och endast omkring 4 000 av stadens invånare lyckades undkomma morden, våldtäkterna och plundringen (som gått till historien som belägringen av Magdeburg) genom att förskansa sig i katedralen. Reinhard Bakes, ledande präst vid katedralen, bad Johann Tserclaes Tilly för församlingens liv. Katedralen överlevde elden i staden och gjordes på nytt om till en katolsk helgedom. När Tillys katolska styrkor lämnade Magdeburg plundrades dock katedralen på allt av värde och dess färgstarka fönster blåstes ut. Omkring 20 000 av Magdeburg invånare fick sätta livet till under kriget, och efter kriget hade staden bara 400 invånare. Magdeburg blev en del av Brandenburg och omvandlades till en fästning.
1806 erövrades Magdeburg av Napoleon I och katedralen användes som lager, häststall och fårspiltor. Ockupationen tog slut 1814, och mellan 1826 och 1834 bekostade Fredrik Vilhelm III av Preussen den välbehövliga reparationen och ombyggnaden av katedralen. Alla fönster byttes ut 1900.

### 1900-talet
Katedralen överlevde första världskriget utan skador, men vid  de allierades omfattande bombningar under andra världskriget krossade katedralens samtliga fönster. Under de mest intensiva bombningarna med brandbomber den 16 januari 1945 träffades katedralens västra delar av en bomb som förstörde en mur, kyrkorgeln och några andra delar. Lyckligtvis lyckades brandförsvaret släcka elden som härjade i takkonstruktionen varför katedralens skador bara blev måttliga. Den öppnades på nytt 1955, och en ny mindre orgel kunde invigas 1969 på en ny plats i kyrkorummet.
Med den sovjetiska ockupationen och det efterföljande kommunistiska DDR blev Magdeburg en del av Östeuropa. De östtyska kommunistledarna betraktade religion som oförenligt med statens doktriner och förtryckte religionsutövning - att aktivt delta i kyrkliga aktiviteter ledde ofta till svårigheter och sociala nackdelar. Man misslyckades dock med att förtrycka den kristna tron, och fredsböner hölls i katedralen varje vecka, från och med 1983, framför Ernst Barlachs skulptur Magdeburger Ehrenmal. Detta ledde till de berömda måndagsdemonstrationerna 1989 i Leipzig och Magdeburg som blev av stor betydelse för den tyska återföreningen.
Katedralen genomgår en renovering som påbörjades 1983, under DDR-tiden. 1990 installerades ett antal solceller på katedralens tak, vilket gjorde katedralen till den första kyrkan i det forna Östtyskland som fick denna typ av ombyggnad. Solcellerna försörjer kyrkan med den energi som behövs och producerar även ett visst överskott till den omgivande regionen (med ett maxuttag på 418 watt). En insamlingskampanj för en ny orgel som påbörjades 1997 hade 2004 lyckats samla in två miljoner euro. Det nya instrumentet som beställdes hos ett företag i Potsdam blev färdigt i maj 2008. Orgeln väger cirka 36 ton och har 93 stämmor och över 5 000 pipor.
Magdeburger Ehrenmal är på nytt föremål för en "ny generation måndagsdemonstrationer", men denna gång är demonstrationerna riktade mot de sociala reformer som inskränker på den statliga välfärden. Dessa demonstrationer är dock betydligt mindre än de som inleddes på 1980-talet, och det anses allmänt att kopplingen till katedralen bara gjorts av publicitetskäl.

## Arkitektur

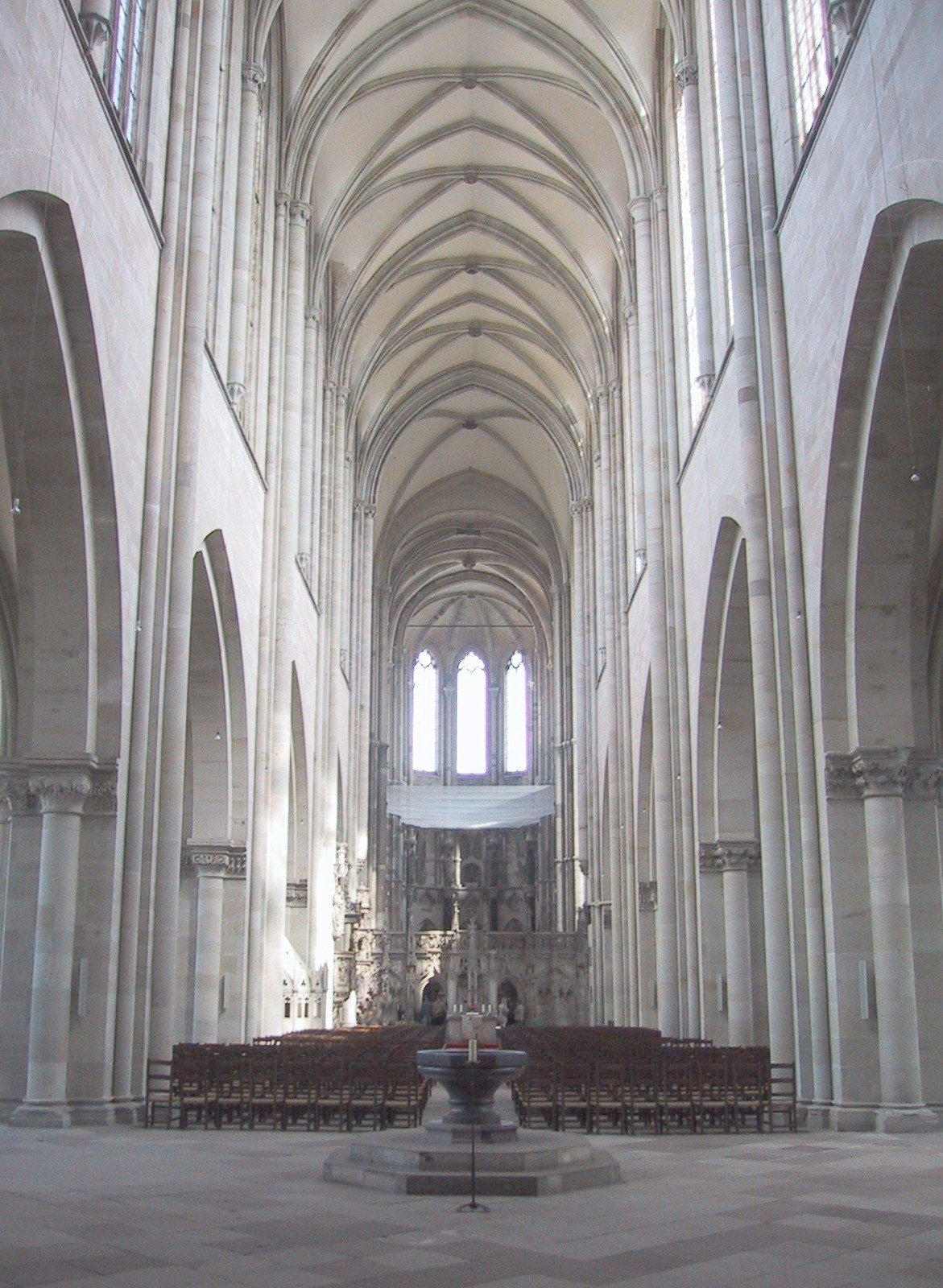
Domkyrkans mittskepp, sett från väster.

Den nuvarande katedralen byggdes under en period på 300 år, inledd 1209 och fulbordad med spirornas uppförande 1520. Den gotiska arkitekturen som utvecklades under 1100-talet i Frankrike saknade motsvarighet i det samtida Tyskland och de tyska hantverkarna behärskade inte den nya stilen när katedralen började uppföras. De lärde sig helt enkelt den nya tekniken genom att pröva sig fram, och i kyrkorummet kan man se hur små förändringar i konstruktionen skett mellan de äldsta, romanska delarna vid altarrummet i de östra delarna mot floden Elbe och de yngsta, gotiska högst upp i tornen. Till skillnad från många franska katedraler stöds väggarna i domkyrkan i Magdeburg inte av strävpelare.
Kyrkorummet är invändigt 120 meter långt och 32 meter högt. Tornen når 104 meter och är de högsta kyrktornen i östra Tyskland. Planen består av ett mittskepp och två sidoskepp med ett tvärgående transept. I transeptets båda ändar finns ingångar varav den södra leder till klostret. Valven är högre i mittskeppet än i sidoskeppen vilket ger plats för ett klerestorium som ger ljus åt mittskeppet. I väst finns ett separat narthex, en förhall. Presbyteriet i öst avskiljs från mittskeppet av en stenmur som fungerar som  korskrank. Prebyteriet omges av altarrummet och absiden som också har en koromgång. 
En separat byggnad som omger en icke-rektangulär klostergård är förbunden med kyrkans södra fasad. Klostergårdens södra mur är den enda del som överlevde branden 1207 och alltså allt som återstår av den ursprungliga klosterkyrkan. Den nya kyrkan uppfördes i en annan vinkel än den ursprungliga, varför klostergården ligger i en konstig vinkel gentemot kyrkan.
I Magdeburg är marken intill floden Elbe mjuk, och det är förenat med svårigheter att uppföra större byggnader. Undantaget är den stora klippa som katedralen är uppförd på. Klippan kallas därför för Domfelsen, "Katedralsklippan". Eftersom klippan skymtar nere i floden när det är lågvattenstånd och en låg vattennivå innebar svält kallas klippan även Hungerfelsen, "Hungerklippan". Klippan var emellertid inte tillräcklig stor för katedralen, och i den västra änden räckte klippan bara till det norra tornet. Därför har det södra tornet utformats som ett tomt skal, utan invändiga rum eller trappor, och alla kyrkklockor finns i det norra tornet. Det södra tornet är dock högre än det norra vilket man kompenserat genom det rikt dekorerade korset på det norra tornet.

## Konst

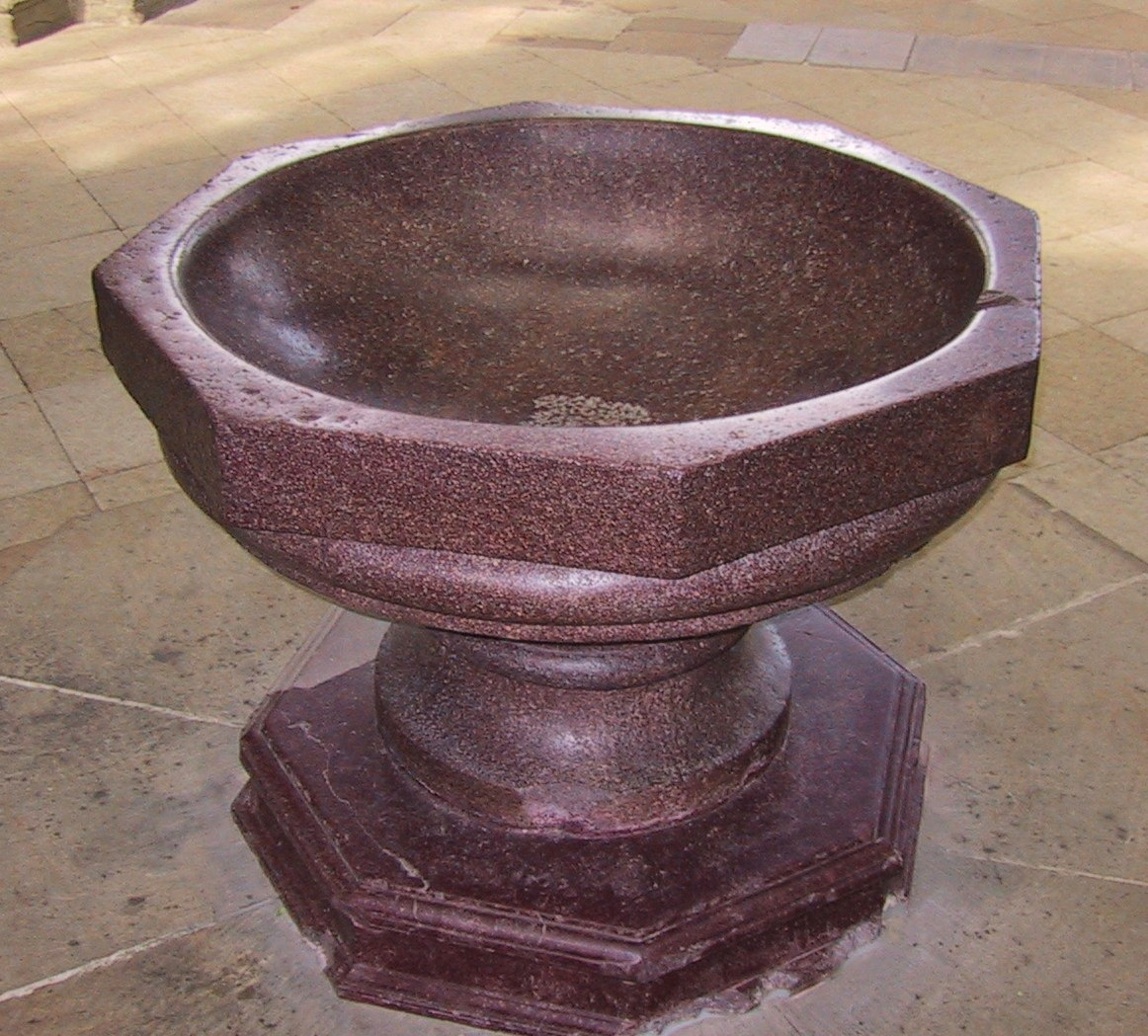
Dopfunt i skär porfyr.

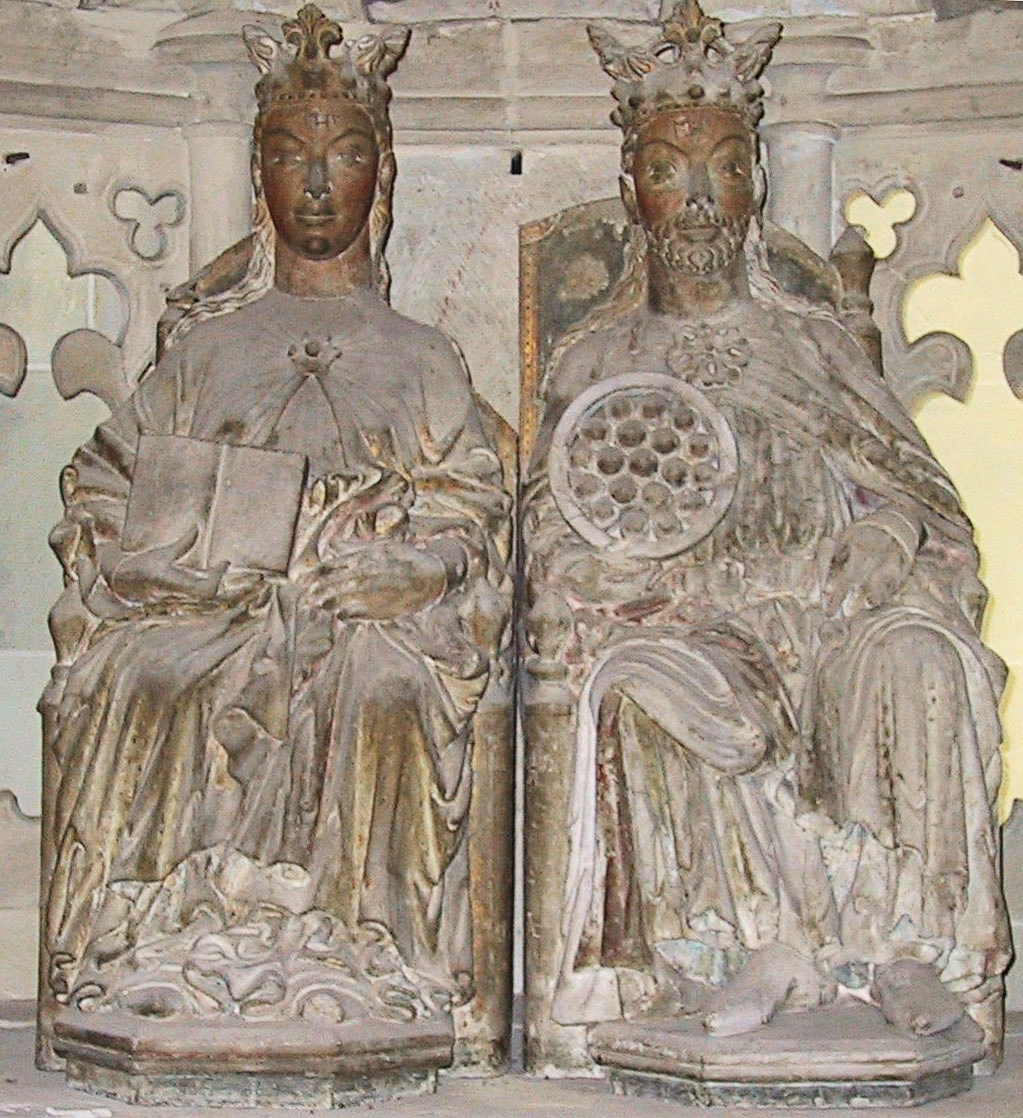
Det kungliga paret.

Trots de omfattande tidigare plundringarna under 1600-talet krig äger Magdeburgs domkyrka en rik konstskatt, från antika föremål till modern konst. Följande lista är inte fullständig utan tar bara upp de viktigaste verken. Objekten i listan är i möjligaste mån sorterade i kronologisk ordning.
- Antika pelare i marmor, porfyr och granit har använts i absiden. De kommer ursprungligen från byggnader i Ravenna och tranporterades till Magdeburg då den första kyrkan uppfördes 937.
- Dopfunten i rosa porfyr härstammar från ett område nära Assuan i Egypten. Förmodligen har denna dopfunt, som har ett hål i botten, ursprungligen tjänat som fontän, och den kan vara flera tusen år gammal. Den används fortfarande vid dop.
- Otto den stores grav från 973. En undersökning 1844 visade att graven faktiskt innehåller ett skelett och rester av kläder, men den är plundrad på alla värdesaker som följt den döde i graven. Den latinska bronsinskriptionen har utförts i en historiserande stil.
- Skulpturen av helgonet Mauritius från omkring 1250 är den äldsta realistiska återgivningen av en afrikan i centraleuropeisk konst med typiska etniska kännemärken som en bred näsa. Figuren är inte längre fullständig.
- Skulpturen av Katarina av Siena, även den från omkring 1250, är huggen av samma konstnär som skulpturen av Mauritius.
- Det kungliga paret Herrscherpaar i det sextonsidiga kapellet är också från omkring 1250 och mycket realistiskt och livfullt. Parets identitet är okänt men skulpturgruppen kan föreställa Otto I och hans gemål Edith, eller Jesus i himlen med hans gemål den heliga kyrkan.
- Skulpturerna utanför norra transeptets utgång med de fem förståndiga och de fem dåraktiga jungfrurna (se de tio jungfrurna) är även de från 1250. De är katedralen mest särpräglade konstverk. De fem förståndiga jungfrurna har förberett sig med den erforderliga oljan till bröllopet medan de oförståndiga som inte förberett sig är tvungna att ge sig ut för att leta efter olja och följaktligen kommer för sent till bröllopet. Den okände konstnären har mästerligt fångat ansikts- och kroppsuttrycken i de båda grupperna på ett sätt som inte var vanligt i samtidens konst. Alla figurerna är sinsemellan olika och bär slaviska drag.
- Korstolarna är från 1363 och deras mästerliga sniderier återger Jesu liv. Korstolarna i Bremen är av samme okände konstnär.
- Magdeburger Ehrenmal av Ernst Barlach var ett beställningsverk som skulle fungera som ett heroiskt krigsmonument. Barlach hade emellertid deltagit som frivillig i första världskriget och var emot kriget och hans grupp uttrycker istället krigets smärta och lidande. I kontroversen som följde var det nära att konstverket förstördes. På platsen framför detta konstverk påbörjades måndagsdemonstrationerna.
- Lebensbaumkruzifix ("livsträdskorset") är en målad bronsskulptur med Kristus uppspikad på ett träd istället för på ett kors. Kristus hänger ned från trädet i sina händer och fötter. Trädet har endast ett enda litet löv, hoppets/livets löv, på den plats där Jesus blod faller på trädet. Konstverket är en rundskulptur. Konstnären Jürgen Weber avsåg att skulpturen skulle stå på en central plats i kyrkorummet, men mot hans vilja placerades det i transeptets södra sida.